# Блінков Всеволод Костянтинович
Всеволод Костянтинович Блінков (рос. Всеволод Константинович Блинков; нар. 10 грудня 1918, Новомиколаївськ, РРФСР — пом. 30 вересня 1987, Москва, СРСР) — радянський спортсмен (футбол, хокей із шайбою та хокей з м'ячем) і тренер.
Заслужений майстер спорту СРСР (1945), заслужений тренер РРФСР (1963).

## Спортивна біографія
Один з найкращих півзахисників повоєнних років. Виключно витривалий і працьовитий, виділявся спритністю, високою швидкістю, самовідданістю, хорошою позиційної грою та чудовим взаємопорозумінням з партнерами. Володів невичерпною енергією, особливо був активний в атаці. У складі московського «Динамо» здобував чемпіонські титули у хокеї із шайбою, футболі та хокеї з м'ячем.
Виступав у новосибірському «Динамо» (1936—1939). За столичний клуб дебютував 2 липня 1940, у переможному матчі з ЦБЧА (2:1). Після війни став одним із лідерів команди, яка шість сезонів поспіль займала лише перші та другі місця у чемпіонатах СРСР. Був капітаном клубу (1945, 1952). Чемпіон СРСР 1940, 1945, 1949. Всього у лізі провів 222 матчі та забив 13 голів. За чудову гру, у турне 1945 року до Великої Британії, отримав почесне звання «Заслужений майстер спорту».
У першому чемпіонаті з хокею із шайбою його команда здобула золоті нагороди, а Всеволод Блінков став одним з найрезультативніших гравців ліги (12 голів у семи матчах). Наступного сезону отримав бронзові нагороди національного чемпіонату. Всього у лізі провів 19 матчів та забив 32 голи. Після чотирьох років перерви повернувся в хокей із шайбою. вніс вагомий внесок у перемогу у кубку СРСР 1953 (4 матчі та 8 закинутих шайб). Ворота «Динамо» у тому турнірі захищав найкращий футбольний голкіпер світу — Лев Яшин.
Гравець хокейної збірної Москви, яка взимку 1948 року проводила серію матчів з найсильнішою європейською клубною командою того часу, празьким ЛТЦ. Дует динамівських нападників Всеволод Блінков — Василь Трофімов брав участь у всіх трьох матчах.
| № | Дата           | Місце проведення | Суперник    | Рахунок | Голи |
| - | -------------- | ---------------- | ----------- | ------- | ---- |
| 1 | 26 лютого 1948 | Москва           | ЛТЦ (Прага) | 6 : 3   | GOAL |
| 2 | 28 лютого 1948 | Москва           | ЛТЦ (Прага) | 3 : 5   |      |
| 3 | 2 березня 1948 | Москва           | ЛТЦ (Прага) | 2 : 2   | GOAL |

Взимку частіше брав участь у турнірах з хокею з м'ячем. Двічі здобував чемпіонський титул та вісім разім — кубок СРСР. Найвлічніший гравець чемпіонатів 1951 (11 голів) та 1952 (11).
1952 року отримав диплом тренера. З 1954 по 1964 працював у тренерському штабові московського «Динамо». Був помічником Михайла Якушина та Олександра Пономарьова. В 1961 році — головний тренер клубу. Надалі очолював команди «Торпедо» (Кутаїсі), «Крила Рад» (Куйбишев) та «Зоря» (Ворошиловоград).

## Спортивні досягнення

### Футбол
- Чемпіон СРСР (3): 1940, 1945, 1949
- Срібний призер (4): 1946, 1947, 1948, 1950
- Бронзовий призер (1): 1952
- Фіналіст кубка СРСР (3): 1945, 1949, 1950
- Список «33 найкращих футболістів СРСР»: № 1 — 1948[3]

### Хокей із шайбою
- Чемпіон СРСР (1): 1947
- Бронзовий призер (1): 1948
- Володар кубка СРСР (1): 1953

### Хокей з м'ячем
- Чемпіон СРСР (2): 1951, 1952
- Срібний призер (2): 1954
- Володар кубка СРСР (8): 1940, 1941, 1947, 1949, 1950, 1951, 1952, 1954
- Найкращий бомбардир чемпіонату СРСР (2): 1951 (11), 1952 (11)